# Vijayawada
Vijayawada (Telugu: విజయవాడ) is een grote stad in de Indiase staat Andhra Pradesh. Het is de hoofdstad van het district NTR en is gelegen aan de oevers van de rivier de Krishna. De laatste volkstelling was in 2001, hierbij woonden 825.436 mensen in de gemeente Vijayawada.
In het gebied langs de rivier woonden al in de steentijd mensen. Tegenwoordig is het gebied een belangrijk bedevaartsoord voor hindoes en boeddhisten. De bouw van de Prakasamdam en een brug over de rivier Krishna hebben van de stad een agrarisch en commercieel centrum in het gebied gemaakt, met een van de drukste stations van India.

## Bekende inwoners van Vijayawada

### Geboren
- Sudheer Babu (1980), acteur en badminton speler
- Sharwanand (1984), acteur

### Overleden
- Marie Elisabeth Affentranger (1901-1996), Zwitserse missieverpleegster

- Gemeinsame Normdatei: 4358367-2
- Library of Congress Control Number: n81089485
- Nationale Bibliotheek van Tsjechië: ge1014511
- Nationale Bibliotheek van Israël: 987007550583505171
- Virtual International Authority File: 123166320